# Helen Mayer Harrison und Newton Harrison
Helen Mayer Harrison (* 1. Juli 1927 in Queens, New York City; † 24. März 2018 in Santa Cruz, Kalifornien) und Newton Harrison (* 1932 in Brooklyn, New York City; † 4. September 2022 in Santa Cruz, Kalifornien) war ein ab 1953 verheiratetes Künstlerduo. Sie waren Vertreter der Land Art bzw. Naturkunst.

## Leben und Werk
Helen Mayer Harrison absolvierte an der New York University ein Studium der Philosophie und Pädagogik, welches sie 1953 mit dem Master abschloss. Später übernahm sie die Leitung der ersten amerikanischen Montessori-Schule.
Newton Harrison machte 1946 eine Bildhauerlehre bei Michael Lantz, studierte anschließend an der Yale University und 1952 an der Pennsylvania Academy of the Fine Arts. Nach einer Tätigkeit als Bildhauer wurde er 1964 Assistent an der Yale School of Architecture und erlangte den Master 1965.
Seit 1967 war der Wohnsitz des Duos La Jolla in Kalifornien. 1970 haben sie begonnen, zusammen auszustellen. Die Harrisons hatten bis zur Emeritierung gemeinsam eine Professur an der University of California, San Diego.

„Unsere Arbeiten sind entweder Erzählungen, die häufig reale Projekte in Gang gesetzt haben oder Geschichten von Projekten, an denen wir beteiligt waren, und unser Arbeitsplatz sind Städte. Dort schaffen wir Verbindungen zwischen Stadtteilen mittels Promenaden oder finden Wege, Tiere unter Schnellstraßen hindurchzuführen. Wir regen an, in Beton gefaßte Flußläufe abzudecken, neuen Mutterboden darüberzuschütten und so natürliche Flußtäler zurückzugewinnen. Wir entwickeln Vorschläge, wie biologisch tote Flüsse wieder zum Leben erweckt werden können, planen an ihren Ufern Biotope und empfehlen, Mülldeponien urbar zu machen und dadurch Städte und Flüsse wieder miteinander zu verbinden. Immer beziehen wir vergessene Gebiete und kaum wahrgenommene Landstriche ein. Vor kurzem begannen wir, nicht nur mit anderen Künstlern, sondern auch mit Ökologen, Landschaftsplanern, Ingenieuren zusammenzuarbeiten.“

Das Paar hatte vier Kinder. Helen Mayer Harrison starb 2018, Newton Harrison 2022.

## Ausstellungen (Auswahl)
Die Harrisons stellten in Museen, Galerien und Ausstellungshallen wie dem Ludwig Forum für Internationale Kunst, dem Neuer Berliner Kunstverein, Berlin, der Bluecoat Gallery in Liverpool und der Kunst- und Ausstellungshalle der Bundesrepublik Deutschland aus. Sie waren 1976 und 1980 Teilnehmer der Biennale von Venedig, 1985 der Biennale von São Paulo 1987 Teilnehmer der documenta 8 in Kassel und 1991 Teilnehmer der Artec’91, der Biennale in Nagoya, Japan.